# Асклепиад Вифинский
Асклепиад Вифинский (др.-греч. Ἀσκληπιάδης; родился в 129 или 124 году до н. э. — умер около 40 года до н. э.)  — древнегреческий врач и философ римской эпохи из Прусии. Попытался построить теорию возникновения болезней на основе атомизма. Его считают пионером в области психотерапии, физической терапии и молекулярной медицины.
Его идеи следовали из атомистских теорий Демокрита и Эпикура. По Асклепиаду причиной заболеваний являются неравномерные и негармоничные движения корпускул тела. Для лечения он использовал, главным образом, приёмы для восстановления гармонии (диета, массаж, водные процедуры и физические упражнения), хотя также применял рвоту и кровопускание. Он был за свободное использование вина пациентами.
Асклепиад призывал к гуманному отношению к психическим расстройствам и для их лечения использовал способы натуральной терапии такие, как диета и массаж.